# Freeze Frame
Freeze Frame  es una película  de Reino Unido  e Irlanda  dirigida por John Simpson en 2005.
Uno de los cómicos más reconocidos de Gran Bretaña, Lee Evans (El Quinto Elemento), cambia de registro para encarnar al paranoico sospechoso de asesinato. Su compromiso con la película fue tan fuerte que Evans se tuvo que afeitar todo el cuerpo, cejas incluidas, para interpretar al personaje que roza la locura, creando así una atmósfera enfermiza. Acompañan a Evans, Sean McGinley (Gangs of New York), Ian McNeice (Ace Ventura, Bridget Jones: Sobreviviré), Colin Salmon (Muere otro día) y Rachael Stirling (El triunfo del amor). La película de John Simpson ha competido en el Festival Internacional de Cine de Sitges que acaba de finalizar.

## Sinopsis
Un sospechoso de asesinato de una mujer y de sus dos hijas se recluye en un sótano industrial y se graba las 24 horas del día para obtener una sólida coartada y, por lo tanto, que no le puedan acusar de ningún otro crimen. Pero sucede un nuevo asesinato, y la cinta que podría demostrar su inocencia desaparece misteriosamente. A partir de ese momento, nuestro protagonista comenzará una carrera personal contrarreloj para crear su coartada y alejarse de la mirada de periodistas e investigadores. Tendrá que fabricar las pruebas que le excusen de dicho asesinato en pocas horas. La cuenta atrás ha comenzado.